# Ansgar Meyer

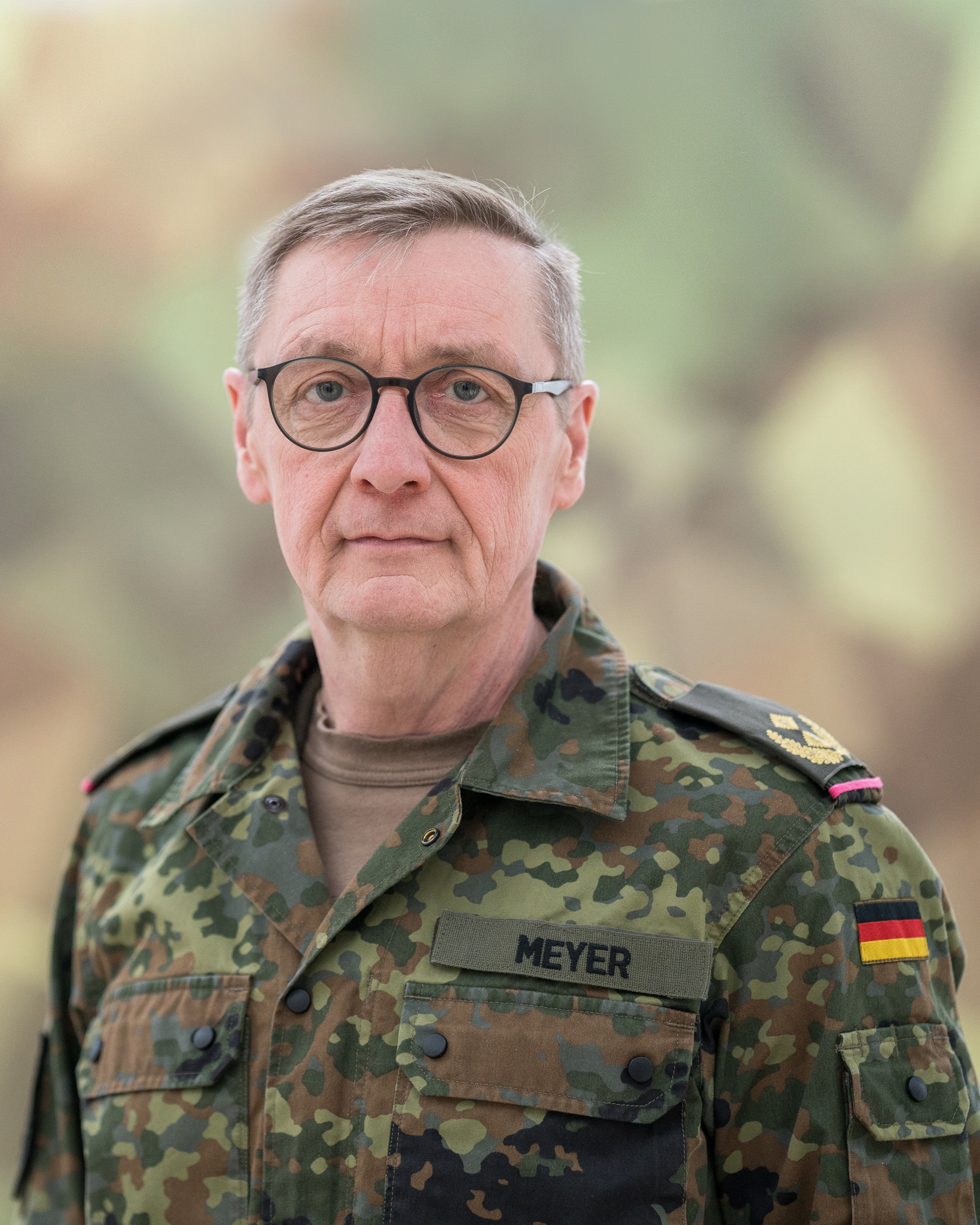
Generalmajor Ansgar Meyer als Kommandeur des Zentrums Innere Führung (2025)

Ansgar Meyer (* 24. April 1965 in Lorup) ist Generalmajor des Heeres der Bundeswehr. Seit Juni 2024 ist er Kommandeur des Zentrums Innere Führung.

## Militärische Laufbahn
Beförderungen
- 1989 Leutnant
- 1991 Oberleutnant
- 1995 Hauptmann
- 2000 Major
- 2003 Oberstleutnant
- 2013 Oberst
- 2019 Brigadegeneral
- 2025 Generalmajor

### Ausbildung und erste Verwendungen
Meyer trat 1984 als Wehrpflichtiger beim Panzerbataillon 523 in Lingen (Ems) in die Bundeswehr ein, wo er bis 1986 die Ausbildung zum Reserveoffizier absolvierte. Es folgte 1987 bis 1988 die truppengattungsspezifische Ausbildung zum Panzeroffizier im Panzerbataillon 314 in Oldenburg. Es schlossen sich verschiedene Zugführerverwendungen an: von 1988 bis 1990 als Zugführer im Panzerbataillon 523, von 1990 bis 1991 als Panzerabwehrzugführer im Jägerbataillon 522 in Fürstenau, von 1991 bis 1992 im Panzerlehrbataillon 94 in Munster, sowie von 1992 bis 1993 im Panzerlehrbataillon 93 ebenso in Munster. Im selben Bataillon, dem Panzerlehrbataillon 93, wurde Meyer von 1993 bis 1994 als Offizier für Führungsunterstützung (S6), und von 1994 bis 1998 als Kompaniechef der 2. Kompanie verwendet. Es folgte 1998 bis 1999 eine Verwendung als Hörsaalleiter in der Offizierausbildung an der Panzertruppenschule in Munster, bevor er von 1999 bis 2001 den Generalstabslehrgang an der Führungsakademie der Bundeswehr in Hamburg absolvierte.

### Dienst als Stabsoffizier
Die erste Verwendung als Stabsoffizier führte Meyer 2001 bis 2003 als Stabsoffizier G3 zum Heeresführungskommando nach Koblenz. Im Anschluss absolvierte er von 2003 bis 2004 die britische Generalstabsausbildung am Joint Command and Staff College in Shrivenham (Vereinigtes Königreich). Von 2004 bis 2006 war Meyer Chef des Stabes der Panzergrenadierbrigade 41 Vorpommern in Torgelow. Darauf folgte 2006 bis 2008 eine Verwendung als Bataillonskommandeur des Panzerbataillon 413, ebenso in Torgelow. Von 2008 bis 2009 war Meyer Referent im Referat I 3 Innere und soziale Lage der Streitkräfte im Führungsstab der Streitkräfte im Bundesministerium der Verteidigung in Bonn. Es folgte 2010 bis 2012 eine weitere Referentenverwendung als Referent und Personalführer in der Abteilung Personal im Bundesministerium der Verteidigung, mit Dienstort in Bonn. Von 2013 bis 2014 war Meyer Referatsleiter III 1.2 in der Unterabteilung Personalführung Heer im Bundesamt für das Personalmanagement der Bundeswehr in Köln, von 2014 bis 2015 Unterabteilungsleiter derselben Unterabteilung. Von 2015 bis 2016 folgte eine Verwendung als Unterabteilungsleiter Einsatz Ausland im Kommando Streitkräftebasis in Bonn. Von 2016 bis 2018 war Meyer Referatsleiter P II Personalentwicklung Militärisches Personal; Einzelpersonalführung der Offiziere auf B 3- und höher bewerteten Dienstposten einschl. Offiziere AMK/BAMAD; Koordination militärisches Hauspersonal in der Abteilung Personal im Bundesministerium der Verteidigung in Bonn.

### Dienst als General
Am 7. Juni 2018 übernahm Meyer von Brigadegeneral Heico Hübner das Kommando über die Panzerbrigade 21 in Augustdorf. Am 15. Juni 2019 erhielt er auf diesem Dienstposten die Ernennung zum Brigadegeneral. Am 10. Juli 2020 übergab Meyer das Kommando über die Brigade an den damaligen Oberst Stephan Willer. Am 20. August 2020 wurde Meyer, als Nachfolger von Brigadegeneral Jürgen Brötz, Kommandeur Train Advise and Assist Command North (TAAC-N) und Kontingentführer des deutschen Einsatzkontingents Resolute Support in Masar-e Scharif (Afghanistan).
Bundesverteidigungsministerin Annegret Kramp-Karrenbauer gab am 15. Juni 2021 bekannt, dass Meyer ab September 2021 neuer Kommandeur des Kommandos Spezialkräfte (KSK) sein werde. Er löste dort Brigadegeneral Markus Kreitmayr ab, gegen den dienst- und strafrechtliche Ermittlungsverfahren geführt wurden. Am 14. Juni 2024 übergab er das Kommando an Brigadegeneral Alexander Krone.
Im Juni 2024 wurde er Kommandeur des Zentrums Innere Führung in Koblenz. Auf diesem Dienstposten erhielt er im Januar 2025 auch die Beförderung zum Generalmajor.

## Auslandseinsätze
- 2005 KFOR, Stabsoffizier G3 Multinationale Brigade Südwest in Prizren, Kosovo
- 2007 ISAF, Deputy Commander and Chief of Staff Provincial Reconstruction Team Feyzabad, Afghanistan
- seit August 2020 Resolute Support Kommandeur Train Advise and Assist Command North (TAAC-N) und Kontingentführer des deutschen Einsatzkontingents, Masar-e Scharif,  Afghanistan

## Auszeichnungen
- Ehrenkreuz der Bundeswehr in Gold
- Ehrenkreuz der Bundeswehr in Silber
- Ehrenkreuz der Bundeswehr in Bronze
- Einsatzmedaille der Bundeswehr KFOR
- NATO-Medaille KFOR
- Spanische Einsatzmedaille KFOR
- Einsatzmedaille der Bundeswehr ISAF
- NATO-Medaille ISAF

## Privates
Meyer ist verheiratet und hat drei Kinder.